# Honinggoerami
De Honinggoerami (Trichogaster chuna, voorheen Colisa chuna) is een tropische vis die ook als aquariumvis gehouden wordt. Hij behoort tot de familie van de Echte goerami's en komt oorspronkelijk voor in India en Bangladesh.
Het is een vreedzame, enigszins schuwe vis die alleen maar met andere vreedzame vissen samen gehouden kan worden. Zodra er een schuimnest is gebouwd en eventueel eieren afgezet is het mannetje verre van vreedzaam. Het aquarium van minimaal 100 cm lang kan ingericht worden met veel planten en ook een aantal drijfplanten mogen niet ontbreken. De soort is zeer gevoelig voor Oödinium (peperstip).
Het zijn alleseters, maar de grootte van het voedsel moet wel aan de grootte van de vis aangepast worden.
De kweek is redelijk eenvoudig. Een paartje maakt een territorium van ongeveer 50 cm² en dat wordt tegen soortgenoten en andere bewoners verdedigd. Het mannetje bouwt een slordig schuimnest (soms zelfs geen), en de eieren worden afgezet, bevrucht en in het schuimnest opgeborgen. Het vrouwtje wordt nu verjaagd en het mannetje neemt verder de broedzorg op zich. De eieren komen na 24-36 uur uit en nog een dag verder zwemmen de jongen vrij. Zodra ze niet meer bij elkaar blijven moet ook het mannetje worden verwijderd. De jongen kunnen de eerste dagen gevoerd worden met het fijnste infuus en daarna met Artemia-naupliën.